# Емельяненко, Анатолий Иванович
Анато́лий Ива́нович Емелья́ненко (род. 1 января 1949, Балаково, СССР) — советский и латвийский хоккеист, нападающий. Мастер спорта СССР.

## Биография
Начал играть в хоккей в Саратове в 1961 году. В 1969 году провёл 2 матча в футбольной команде, класса "Б" (первая лига), «Сокол» г. Саратов. С 1970 года в команде первой лиги «Кристалл» (Саратов). В середине сезона 1972/73 был отправлен в команду высшей лиги воскресенский «Химик», сыграл там 11 игр, но по окончании сезона возвратился в Саратов. В 1974 году вместе с командой пробился в высшую лигу, но по результатам сезона 1974/75 «Кристалл» вернулся в первую лигу. 
В середине сезона 1975/76, получив приглашение от Виктора Тихонова перешёл в «Динамо» (Рига). В Риге отыграл 7 сезонов. Играл в одной тройке с Хелмутом Балдерисом.
В 1978 году привлекался к товарищеским играм сборной СССР. Провёл 4 игры, забросил 2 шайбы. В составе сборной СССР-2 участвовал в 15 играх с командами ВХА, забросил 3 шайбы.
В 1982 году перешёл в команду первой лиги «Динамо» (Харьков). Играл в команде до 1985 года, был её капитаном.
С 1986 по 2001 год играл в различных командах чемпионатов Латвийской ССР и Латвии по хоккею. 
С 1994 по 2011 год тренер и директор «Хоккейной школы Хелмута Балдериса».
С 2001 года на различных тренерских должностях в сборных молодёжных командах Латвии.

## Статистика выступления в высшей лиге
| Легенда | Легенда                    | Легенда | Легенда                   | Легенда | Легенда    |
| ------- | -------------------------- | ------- | ------------------------- | ------- | ---------- |
| И       | Количество проведённых игр | Штр     | Штрафное время            | +/−     | Плюс-минус |
| Г       | Голы                       | П       | Голевые передачи          | О       | Очки       |
| -       | Статистика неизвестна      | —       | Статистика не учитывалась |         |            |

| Сезон                    | Команда                  | И   | Г  | П  | О   | Штр |
| ------------------------ | ------------------------ | --- | -- | -- | --- | --- |
| 1972/73                  | «Химик» (Воскресенск)    | 11  | 2  | 2  | 4   | 6   |
| 1974/75                  | «Кристалл» (Саратов)     | 33  | 15 | 6  | 21  | 30  |
| 1975/76                  | «Динамо» (Рига)          | 17  | 4  | 1  | 5   | 16  |
| 1976/77                  | «Динамо» (Рига)          | 36  | 13 | 4  | 17  | 16  |
| 1977/78                  | «Динамо» (Рига)          | 34  | 11 | 10 | 21  | 12  |
| 1978/79                  | «Динамо» (Рига)          | 44  | 12 | 9  | 21  | 42  |
| 1979/80                  | «Динамо» (Рига)          | 44  | 11 | 9  | 20  | 20  |
| 1980/81                  | «Динамо» (Рига)          | 49  | 15 | 9  | 24  | 46  |
| 1981/82                  | «Динамо» (Рига)          | 52  | 16 | 10 | 26  | 52  |
| Всего в чемпионатах СССР | Всего в чемпионатах СССР | 320 | 99 | 60 | 159 | 240 |